# Cerco de Klis
O cerco de Klis (em croata: Opsada Klisa; ; em turco: Klise Kuşatması) ou a batalha de Klis (em croata: Bitka kod Klisa) foi um cerco à  fortaleza de Klis, no Reino da Croácia, território da monarquia de Habsburgo. O cerco, que durou mais de duas décadas, e a batalha final perto de Klis, em 1537, foram travados como parte das guerras habsburgo-otomanas entre os defensores croatas-Habsburgos, sob a liderança do senhor feudal croata Petar Kružić, e o exército otomano invasor sob o comando do general Murad Bey Tardiç [en].
Após a decisiva vitória otomana na batalha do Campo de Krbava, em 1493, e especialmente após a batalha de Mohács, em 1526, os croatas continuaram se defendendo contra os ataques otomanos. A conquista otomana durante os primeiros anos do século XVI levou à formação dos uskoks [en], liderados pelo capitão croata Petar Kružić, também chamado de "príncipe de Klis". Como parte do sistema defensivo dos Habsburgos, os uskoks usaram a base em Klis como uma importante posição defensiva. Eles lutaram quase sozinhos contra os otomanos e, por mais de duas décadas, defenderam a fortaleza.
Após a batalha final, que resultou em uma vitória otomana e na morte de Petar Kružić, os defensores de Klis, que estavam sem suprimentos de água, finalmente se renderam aos otomanos em troca de sua liberdade em 12 de março de 1537. Os cidadãos fugiram da cidade, enquanto os uskoks retiraram-se para a cidade de Senj, onde continuaram lutando contra o exército otomano. Klis tornou-se um centro administrativo (o sanjaco de Klis  do eialete da Bósnia, e permaneceria assim por um século.

## Contexto
Após a queda do Reino da Bósnia nas mãos otomanas em 1463, as partes sul e central do Reino da Croácia permaneceram desprotegidas, cuja defesa foi relegada para os nobres croatas que mantinham tropas menores nas áreas de fronteira fortificada às suas próprias custas. A vitória decisiva otomana no Campo de Krbava em 1493, abalou toda a Croácia. No entanto, isso não dissuadiu os croatas de efetuarem esforços mais decisivos e persistentes de se defender contra os ataques do inimigo muito maior. Uma nova onda de conquista otomana começou em 1521, após a qual uma boa parte da Croácia foi conquistada ou saqueada.
Em 29 de agosto de 1526, na Batalha de Mohács, as forças cristãs lideradas pelo rei Luís II da Hungria foram derrotadas pelas forças otomanas lideradas pelo sultão Solimão, o Magnífico. Luís foi morto na batalha e não tinha herdeiros, o que resultou no fim da independência do Reino da Hungria. Os reinos da Hungria e da Croácia se tornaram territórios disputados entre os impérios Habsburgo e Otomano. Fernando I arquiduque da Áustria, membro da Casa de Habsburgo, irmão do Sacro Imperador Carlos V e ele próprio futuro futuro Sacro Imperador, casou-se com a irmã de Luís II e foi eleito rei pelos nobres da Hungria e da Croácia.
Devido à sua localização, a fortaleza de Klis foi uma posição defensiva importante durante a conquista otomana dos Bálcãs. Localiza-se ao longo da rota pela qual os otomanos podiam penetrar na barreira montanhosa que separava as planícies costeiras de Split da Bósnia controlada pelos otomanos. O senhor feudal croata Petar Kružić reuniu uma guarnição composta por refugiados croatas, que usaram a base em Klis tanto para manterem os otomanos afastados quanto a se envolverem em saques e pirataria contra navegações costeiras. Embora aceitando nominalmente a soberania do imperador Habsburgo Fernando, que obteve a coroa croata em 1527, Kružić e seus uskoks agiam de forma autônoma.

## Cerco

### Tentativas falhas
Desde 1513, Petar Kružić foi um dos oficiais comandantes da fortaleza de Klis. Os otomanos tentaram conquistá-la em várias ocasiões. A primeira grande tentativa foi feita por Skender-beg Ornosović em 1515. Os otomanos capturaram Klis, uma vila logo abaixo do forte com o mesmo nome, mas a guarnição dela manteve-se firme. Kružić foi promovido a capitão da fortaleza de Klis pelo  ban Petar Berislavić em 1520. O segundo grande ataque foi realizado nesse mesmo ano,  e um ano depois, em 1521, outra empreitada foi empreendida por Makut-paša com 2 000 homens de infantaria, 50 cavaleiros e equipamentos de cerco. Outra investida frustrada foi conduzida em 1522 por Hasan-paša, de Mostar, e Mehmed-beg Mihalbegović. Mais tarde naquele ano, Mihalbegović organizou mais um cerco com 3.000 homens, mas falhou novamente. Durante 1523, ela estava novamente sob ataque do exército do sultão. Outras tentativas também foram levadas a cabo por Gazi Husrev-beg em 1526 e 1528, e mais tarde em 1531 e 1532.
Em 1534, os otomanos sob Mihalbegović fizeram um cerco de meses com uma constante bombardeio concentrado. Fernando requisitou ao papa que enviasse navios para aliviar o cerco otomano. Embora os otomanos tenham finalmente levantado o cerco, Fernando estava descontente com o fato de o papa não ter prestado assistência na defesa da fortificação. Em 1535, os otomanos tentaram tomar a fortificação por traição, e novamente em 1536, mas falharam nas duas ocasiões. Durante esse ano, os otomanos começaram um novo cerco que duraria até a queda final da cidadela.
Quando uma grande força otomana ameaçou a fortaleza, Kružić pediu ajuda a Fernando, mas a atenção do imperador foi desviada por um ataque otomano na Eslavônia. Kružić liderou a defesa de Klis, e com seus soldados lutaram quase sozinhos contra os otomanos enquanto estes lançavam repetidamente exércitos contra o baluarte. Não chegaram quaisquer  tropas do rei húngaro chegou, pois foram massacradas pelos otomanos na Batalha de Mohács em 1526, e os venezianos se recusaram a enviar qualquer ajuda. Somente o papa estava disposto a fornecer alguns homens e dinheiro.

### Batalha final

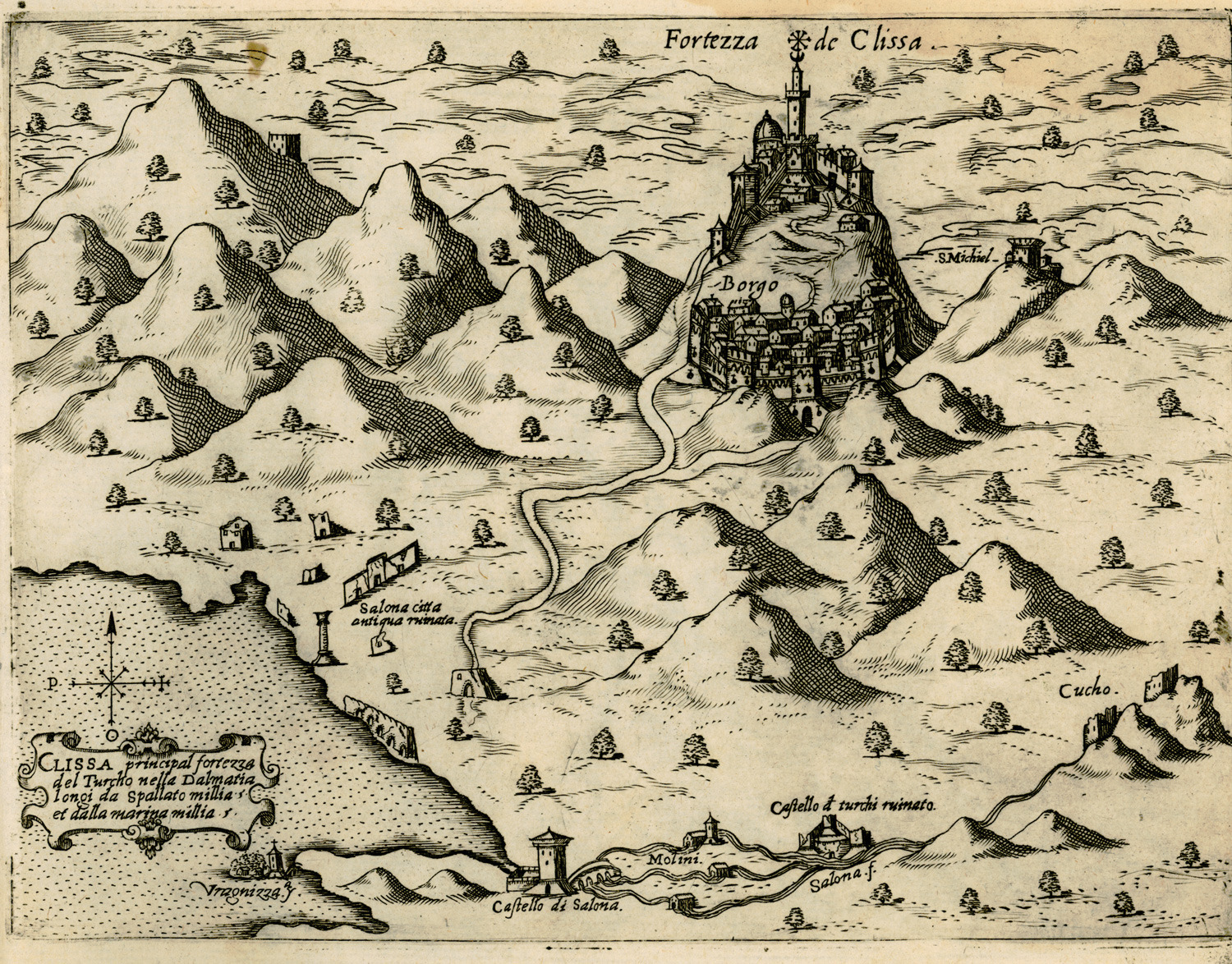
Fortaleza de Klis (século XVI)

O papa Paulo III reivindicou alguns direitos em Klis e, em setembro de 1536, houve uma discussão na cúria sobre o fortalecimento das defesas da fortaleza. O papa notificou Fernando I de que estava disposto a compartilhar os custos de manutenção de uma guarnição adequada em Klis. Fernando enviou ajuda a Klis e aparentemente estava esperançoso de manter a fortificação quando os otomanos novamente a cercaram. Fernando recrutou homens de Trieste e de outras partes das terras dos Habsburgos, e o papa enviou soldados de Ancona. Havia cerca de 3 000 soldados de infantaria nos reforços, que formaram uma força de assistência considerável, comandada por Petar Kružić, Niccolò dalla Torre e o comissário papal Jacomo Dalmoro d'Arbe. Em 9 de março de 1537, eles desembarcaram perto de Klis, em um lugar chamado S. Girolamo, com quatorze peças de artilharia. Após a morte de Ibrahim, Solimão enviou 8 000 homens sob o comando de Murad Bey Tardiç [en], um croata nascido em Šibenik, para sitiar a fortaleza de Klis e lutar contra Kružić. Um encontro inicial da força de socorro cristã com os otomanos foi indeciso, mas em 12 de março eles ficaram impressionados com a chegada de um grande número de otomanos.
As tentativas de socorrer a cidadela terminaram em fracasso. Reforços mal treinados enviados pelos Habsburgos fugiram com medo do inimigo, e seus esforços de embarcar na baía Solin fizeram com que muitos navios afundassem. Niccolò dalla Torre e o comissário papal conseguiram escapar. O próprio Kružić — que deixou a fortaleza para fazer contato com os reforços — foi capturado e executado; a visão de sua cabeça em um bastão dominou os defensores restantes de Klis, que agora estavam dispostos a abandonar o forte em troca de uma passagem segura para o norte. Após a morte de Kružić, e com a falta de abastecimento de água, os defensores de Klis finalmente se renderam aos otomanos em troca de sua liberdade, em 12 de março de 1537. Muitos dos cidadãos fugiram da cidade, e os uskoks foram para a cidade de Senj, onde continuaram lutando contra o exército otomano.

## Rescaldo

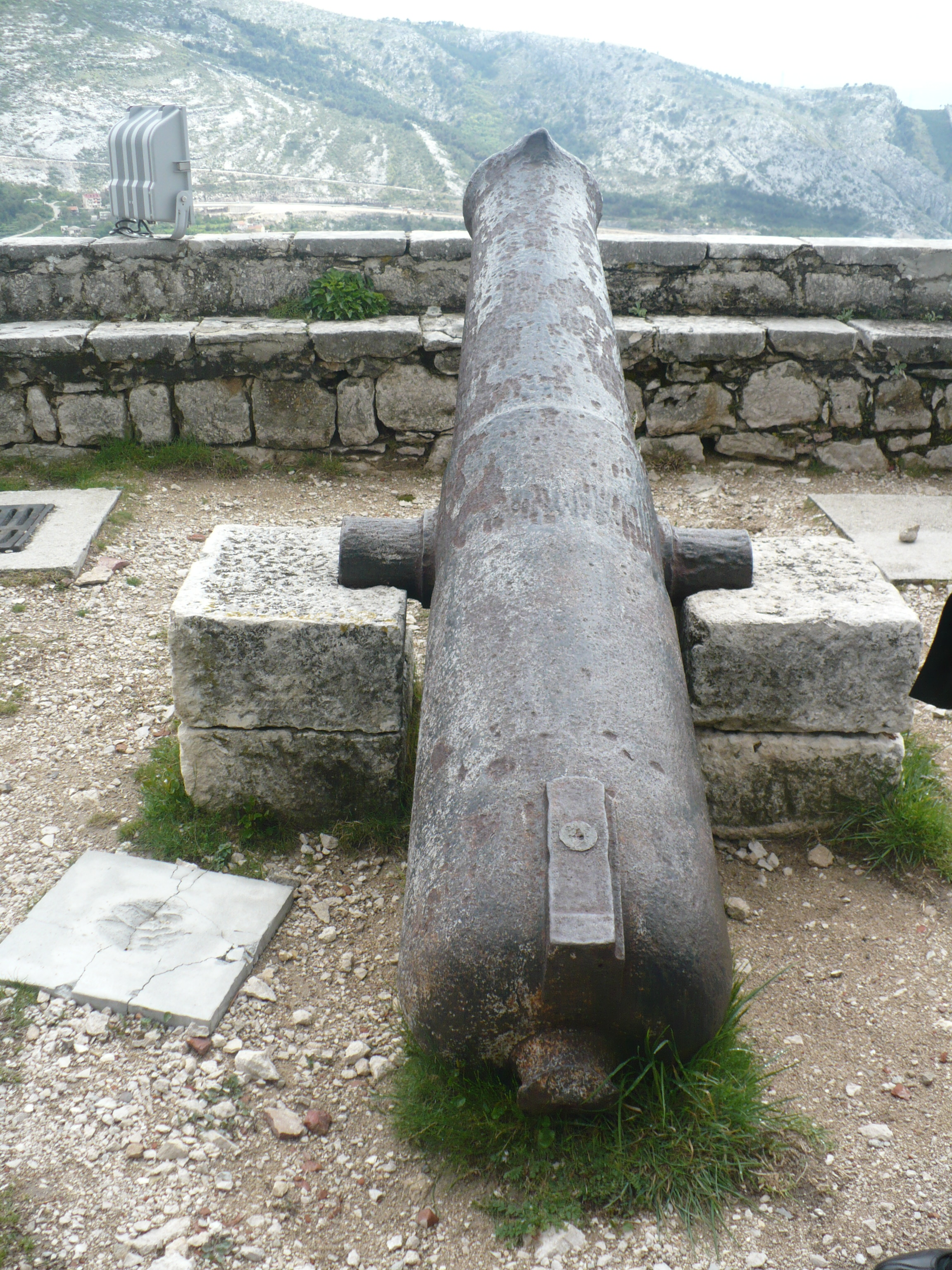
Canhão na fortaleza de Klis

Durante as guerras otomanas na Europa, a fortaleza de Klis tornou-se um centro administrativo (o sanjaco de Klis  do eialete da Bósnia, e permaneceria assim por um século. O primeiro bei do sanjaco de Klis, Murad Bey Tardiç, construiu uma mesquita notável dentro da fortaleza. Naquele mesmo ano, as forças otomanas tomaram Vrana, enquanto Nadin e Perušić caíram em 1538.
Meses após a queda de Klis, a Guerra Otomano-Veneziana de 1537-1540 começou e, bem como na Guerra Otomano-Veneziana de 1570-1573, os otomanos ocuparam grande parte do interior dálmata perto de Šibenik e de Zadar. Em 7 de abril de 1596, os nobres de Split, Ivan Alberti e Nikola Cindro, juntamente com soldados irregulares, organizaram a libertação de Klis. Assistidos por elementos dissidentes da guarnição otomana, eles conseguiram. Mustafá-bei respondeu levando mais de 10 000 soldados para a cidadela. General Ivan Lenković, líder de 1 000 uskoks, veio em socorro para os 1 500 defensores de Klis. Durante a batalha, Ivan Lenković e seus homens recuaram depois que ele foi ferido em batalha, e o bastião foi perdido para os otomanos em 31 de maio. Apesar disso, tal refrega ressoou na Europa e entre a população local.
Os venezianos lutaram por décadas antes de finalmente conseguirem retomar Klis. Durante a Guerra de Creta de 1645-1669, os venezianos da Dalmácia tiveram o apoio da população local, particularmente dos morlachs. O comandante veneziano Leonardo Foscolo apreendeu vários fortes, retomou Novigrad, capturou temporariamente a fortaleza Knin e conseguiu obrigar a guarnição dela a render-se.